# Capela de Nossa Senhora dos Milagres

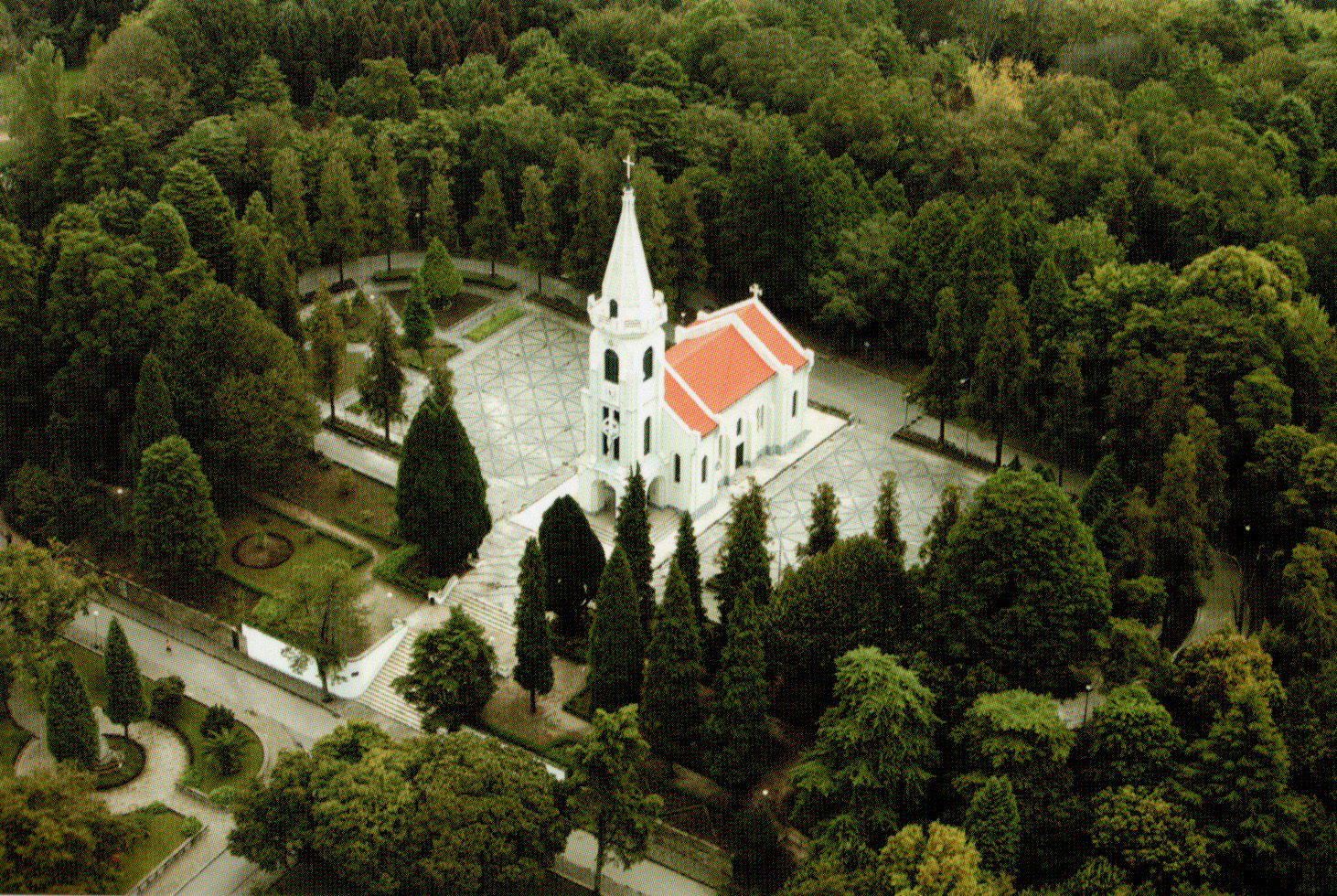
Capela de Nossa Senhora dos Milagres.

A Capela de Nossa Senhora dos Milagres é um santuário situado no Parque de Nossa Senhora dos Milagres no município de São João da Madeira, no qual se venera Maria sob a invocação de Nossa Senhora dos Milagres.
Foi construída graças aos donativos feitos pela população da cidade e inaugurada em 1938, num acto presidido pelo Bispo do Porto António Augusto de Castro Meireles.
O seu estilo arquitectónico remonta ao Neo-Românico, tendo na sua fachada uma imagem de Cristo crucificado, em mármore.